# Taylor Swift (альбом)
«Taylor Swift» — дебютний студійний альбом американської кантрі-поп-співачки Тейлор Свіфт. У США платівка вийшла 24 жовтня 2006 року через лейбл Big Machine Records. Релізу передували п'ять синглів: «Tim McGraw», «Teardrops on My Guitar», «Our Song», «Picture to Burn» та «Should've Said No». Платівка отримала 7 платинових сертифікацій від американської компанії RIAA та одну від канадської Music Canada.

## Передумови
Тейлор Свіфт рано зацікавилася мистецтвом і почала писати пісні ще у дитинстві. Після перегляду документального фільму про кантрі-співачку Фейт Хілл, Свіфт захотіла переїхати до міста Нашвілл, штат Теннессі, яке широко вважається батьківщиною кантрі-музики, щоб продовжити кар’єру кантрі-співачки. В одинадцять років Свіфт разом із матір’ю поїхала до Нашвілла, щоб подати звукозаписним компаніям демозаписи караоке каверів Тейлор для укладення контракту. Їй було відмовлено, оскільки лейбли звукозапису вважали, що представники й фани кантрі-музики не будуть слухати музику дівчинки-підлітка.
Повернувшись до свого рідного міста в Пенсільванії, Свіфт зрозуміла, що їй потрібно виділитися з-поміж інших початківців кантрі-співачок, тому у віці дванадцяти років вона сама почала писати пісні та навчилася грати на гітарі. Любов Свіфт до музики кантрі віддалила її від однолітків. 

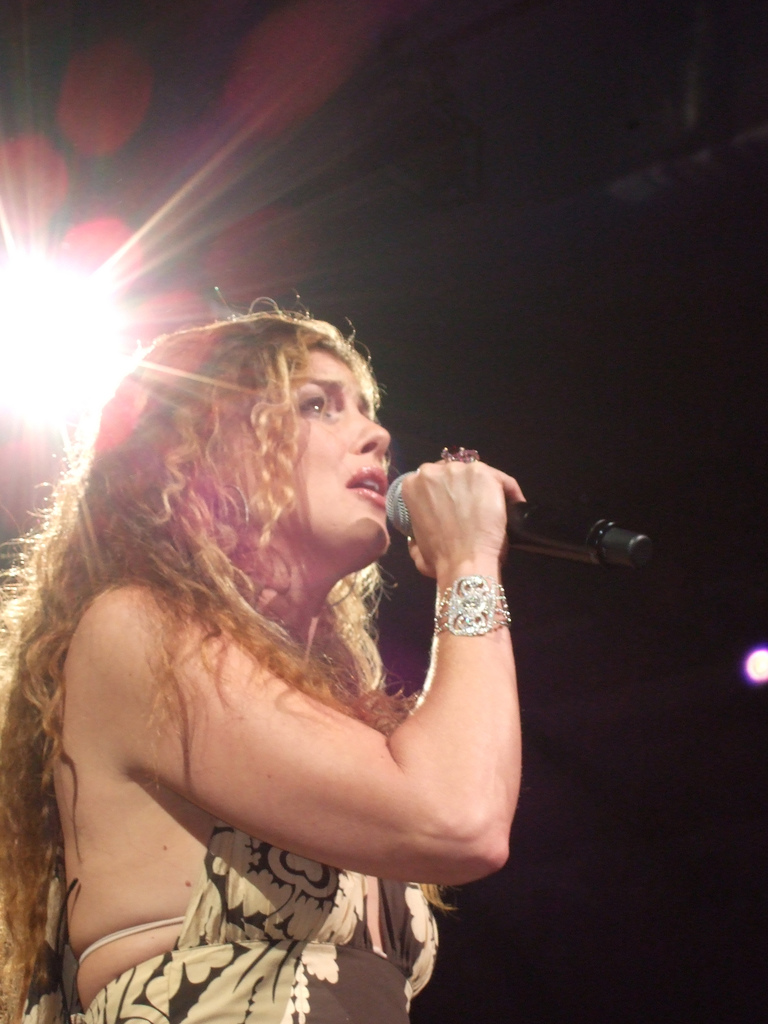
Співачка Фейт Хілл була джерелом натхнення для Тейлор. Саме завдяки фільму про Фейт, Свіфт вирішила переїхати до Нашвілла.

Її виконання «The Star-Spangled Banner» на Відкритому чемпіонаті США 2003 року привернуло увагу музичного менеджера Дена Дімтроу, який допоміг тринадцятирічній Свіфт укласти угоду про розвиток артиста з RCA Records. Щоб допомогти Свіфт у творчих починаннях, її батько у 2004 році перевів роботу до Нашвілла, а її родина переїхала до Хендерсонвілля, міста неподалік.

## Процес створення
Серед джерел натхнення Свіфт були кантрі-музикантки 1990-х — Шаная Твейн, The Chicks, Фейт Хілл і  Ліенн Раймс. Вона підписала контракт із видавництвом Sony/ATV Tree у віці чотирнадцяти років, щоб стати професійним автором пісень. Після підписання контракту Свіфт щодня їздила з Хендерсонвілла в Нашвілль, щоб займатися з досвідченими авторами пісень суспільства Music Row.
Ліз Роуз стала важливою людиною у кар'єрі Свіфт і її співавторкою. Роуз високо оцінила здібності Свіфт до написання пісень: «По суті, я була лише її редактором... У неї було таке чітке бачення того, що вона намагалася сказати за допомогою музики».
Після року угоди щодо розвитку з RCA, Свіфт так і не підписала офіційну угоду; вона відчувала, що лейбл не впевнений у її власноруч написаному матеріалі. На галузевій презентації в Bluebird Café Нашвілла у 2005 році Свіфт привернула увагу Скотта Борчетти, виконавчого директора DreamWorks Records, який готувався до створення незалежного звукозаписного лейбла під назвою Big Machine Records. Свіфт стала однією з перших авторів, що підписали угоду з Big Machine, а її батько придбав три відсотки акцій компанії.
З одинадцяти пісень стандартного видання Свіфт є єдиним автором трьох з них і співавтором інших восьми. Запис відбувався протягом чотирьох місяців ближче до кінця 2005 року. Коли запис і виробництво завершилися, Свіфт закінчила свій перший рік у середній школі. Співачка також брала участь у створенні обкладинки альбому.

## Композиція

### Музика
У музичному плані альбом поєднує в собі елементи кантрі-музики, зокрема дзвінкий вокал і такі акустичні інструменти, як скрипка, гітара та банджо. За словами Ліз Роуз, альбом важко віднести до певного жанру; попри це, Big Machine продала альбом одному з кантрі-радіо. Рецензії The Palm Beach Post і Chicago Tribune віднесли Taylor Swift до категорії кантрі. У ретроспективних статтях критики не дійшли згоди щодо того, наскільки пісні Тейлор Свіфт написані повністю у цьому стилі. Джон Караманіка з The New York Times назвав його «поп-кантрі», тоді як критик Rolling Stone Чак Едді зауважив, що Taylor Swift схожий на попрок з елементами стилю групи Dixie Chicks.

### Тексти пісень
Свіфт написала альбом на основі свого особистого життєвого досвіду в підлітковому віці. Вона не писала про стереотипні теми щодо кантрі-стилю, такі як «трактори та тюки сіна», тому що насправді виросла не в таких умовах. Натомість вона писала про свої спостереження та роздуми щодо романтичних стосунків й дружби. Оскільки Тейлор надихали миттєві почуття та емоції, вона писала пісні в будь-який час і в будь-якому місці, від студії до шкільної перерви. У результаті вийшли прості тексти, які, як зазначає The Daily Telegraph, «повні щирої наївності».
Пісні створені з погляду дівчини з маленького американського містечка, життя і почуття якої простягаються від коридорів середньої школи до сільських доріг. Більшість пісень в альбомі Taylor Swift  про романтичні стосунки, деякі з яких засновані саме на спостереженнях Свіфт, а не на реальних переживаннях.

## Реліз й просування

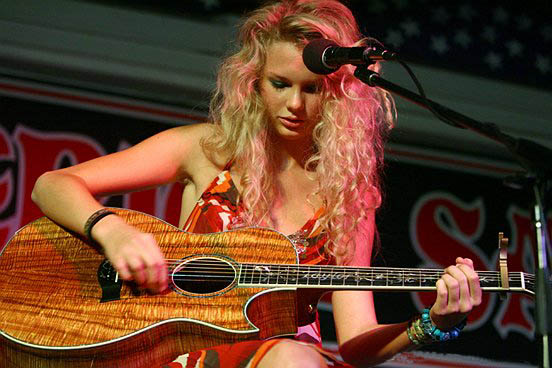
Тейлор Свіфт виступає з піснею «Teardrops on My Guitar».

Альбом було випущено 24 жовтня 2006 року на Big Machine Records. На додаток до стандартного видання з одинадцяти треків, делюкс видання містить три нові оригінальні пісні — «I’m Only Me When I’m with You», «Invisible» і «A Perfectly Good Heart» і альтернативна версія пісні «Teardrops on My Guitar».
Перший виступ Тейлор Свіфт у прямому ефірі з піснею «Tim McGraw» відбувся 24 жовтня 2006 року в телепередачі Good Morning America. Інші виступи Тейлор із піснями з альбому відбулися у програмах The Megan Mullally Show, New Faces Show, America's Got Talent, TRL, 2008 CMT Music Awards та Academy of Country Music.
Тейлор Свіфт виступала з піснями з дебютного альбому на розігріві під час концертних турне групи Rascal Flatts восени 2006 та 2008 року, Джорджа Стрейта у 2007 році та Бреда Пейслі у 2007-2008. У 2007 році Свіфт виступала на розігріві на кількох концертах спільного турне Тіма Макгро і Фейт Хілл Soul2Soul II Tour.

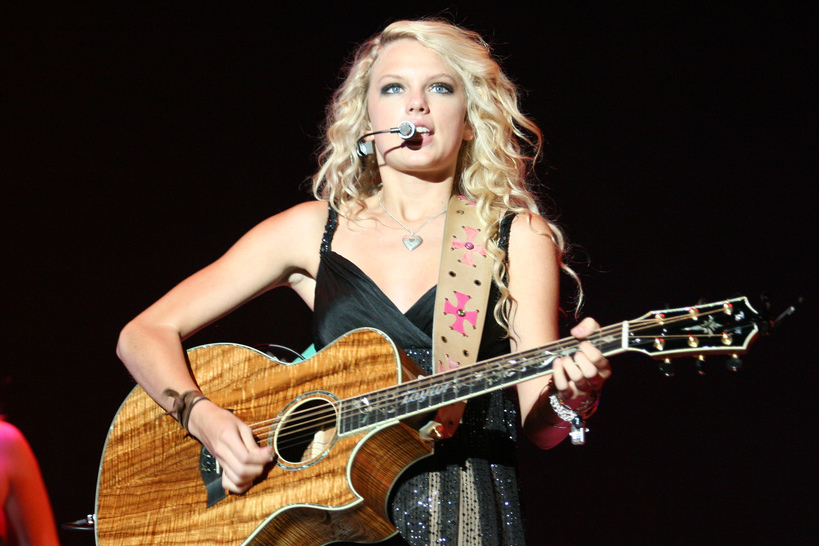
Тейлор Свіфт виконує «Our Song» на розігріві групи Rascal Flatts під час їх турне Me and My Gang Tour.

## Сингли
19 червня 2006 року вийшов перший сингл з альбому, пісня «Tim McGraw», що була написана Свіфт під час її навчання у старших класах школи, коли її хлопець мав від'їжджати до коледжу. Пісня «Tim McGraw» саме про їхні стосунки і є поєднанням традиційного та сучасного кантрі стилів.
Другим синглом був «Teardrops on My Guitar», який став найбільш продаваним з альбому та отримав двічі платиновий статус за результатом продажів понад 2 мільйони копій. Пісня написана про досвід Свіфт із Дрю Хардвіком, однокласником, в якого Свіфт була закохана. Хлопець не знав про її почуття до нього і часто говорив із нею про свою дівчину, через що Свіфт мала вдавати подругу.
Третім синглом був «Our Song», який дебютував на шістнадцятому місці в Billboard Hot 100, на першому місці в Hot Country Songs і отримав тричі платиновий статус у країні. Тейлор Свіфт написала цю пісню в 9 класі школи для шоу талантів і не мала жодних намірів включати пісню до свого дебютного альбому. На своїй сторінці в MySpace Свіфт повідомила, що додала пісню до платівки через її популярність та прохання фанів.
Четвертим синглом був «Picture to Burn», що отримав дві платинові сертифікації від американської RIAA та золоту сертифікацію від канадської Music Canada, а п’ятим — «Should've Said No», який посів перше місце в Hot Country Songs і отримав платиновий статус.

## Сприйняття

### Критичне сприйняття
Альбом Taylor Swift отримав позитивні відгуки від сучасних критиків.
Шеллі Фабіан з About.com назвала Свіфт «одною з найталановитіших молодих кантрі-артистів сучасності», яка виконує «фантастичну роботу, поєднуючи сучасну кантрі-музику з традиційною». Джефф Тамаркін з Allmusic.com прокоментував голос Тейлор як «свіжий, все ще дівчачий, повний надії та наївний, але також впевнений і зрілий» і розкритикував Нейтана Чепмена за використання «непотрібного глянцю у всіх піснях».
Рік Белл із Country Standard Time дав схвальний відгук, порівняв звучання музики Свіфт із музикою Сінді Томсон і Гілларі Дафф. Кріс Ніл із Country Weekly сказав, що Свіфт «демонструє чесність, інтелект та ідеалізм», і додав, що «більш продуманий матеріал покаже талант, який буде більш розвинений після закінчення середньої школи».

### Вплив
Видання Consequence заявило, що перший альбом Тейлор Свіфт став зразком для пісень, присвячених нерозділеному коханню та стражданням, проклавши шлях для «успішних підліткових робіт», таких як пісня «Heather» Конана Грея (2020) та «Drivers License» Олівії Родріґо (2021).
У липні 2022 року журнал Rolling Stone поставив альбом на 32 місце в списку «100 найкращих дебютних альбомів усіх часів».

## Список композицій
| Стандартне видання | Стандартне видання           | Стандартне видання                         | Стандартне видання |
| #                  | Назва                        | Автор                                      | Тривалість         |
| ------------------ | ---------------------------- | ------------------------------------------ | ------------------ |
| 1.                 | «Tim McGraw»                 | Тейлор Свіфт Ліз Роуз                      | 3:54               |
| 2.                 | «Picture to Burn»            | Swift Роуз                                 | 2:55               |
| 3.                 | «Teardrops on My Guitar»     | Swift Роуз                                 | 3:35               |
| 4.                 | «A Place in This World»      | Swift Robert Ellis Orrall Angelo Petraglia | 3:22               |
| 5.                 | «Cold as You»                | Swift Роуз                                 | 4:01               |
| 6.                 | «The Outside»                | Swift                                      | 3:29               |
| 7.                 | «Tied Together with a Smile» | Swift Роуз                                 | 4:11               |
| 8.                 | «Stay Beautiful»             | Swift Роуз                                 | 3:58               |
| 9.                 | «Should've Said No»          | Swift                                      | 4:04               |
| 10.                | «Mary's Song (Oh My My My)»  | Swift Роуз Brian Maher                     | 3:35               |
| 11.                | «Our Song»                   | Swift                                      | 3:24               |
| 40:28              |                              |                                            |                    |

.
| Цифрове видання (бонусний трек) | Цифрове видання (бонусний трек) | Цифрове видання (бонусний трек) | Цифрове видання (бонусний трек) |
| #                               | Назва                           | Автор                           | Тривалість                      |
| ------------------------------- | ------------------------------- | ------------------------------- | ------------------------------- |
| 12.                             | «I'd Lie»                       | Свіфт                           | 3:40                            |

.
| Делюкс видання (бонусні відео) | Делюкс видання (бонусні відео)  | Делюкс видання (бонусні відео) |
| #                              | Назва                           | Тривалість                     |
| ------------------------------ | ------------------------------- | ------------------------------ |
| 1.                             | «Tim McGraw»                    | 4:00                           |
| 2.                             | «Taylor's Grand Ole Opry Debut» | 2:56                           |

.
| Перевидання 2008 (бонусні треки) | Перевидання 2008 (бонусні треки)       | Перевидання 2008 (бонусні треки) | Перевидання 2008 (бонусні треки) |
| #                                | Назва                                  | Автор                            | Тривалість                       |
| -------------------------------- | -------------------------------------- | -------------------------------- | -------------------------------- |
| 12.                              | «I'm Only Me When I'm with You»        | Swift Orrall Petraglia           | 3:35                             |
| 13.                              | «Invisible»                            | Swift Orrall                     | 3:26                             |
| 14.                              | «A Perfectly Good Heart»               | Swift Brett James Troy Verges    | 3:42                             |
| 15.                              | «Teardrops on My Guitar» (pop version) | Swift Роуз                       | 2:58                             |

.
| Караоке-видання (CD/DVD) | Караоке-видання (CD/DVD)        | Караоке-видання (CD/DVD)      | Караоке-видання (CD/DVD) |
| #                        | Назва                           | Автор                         | Тривалість               |
| ------------------------ | ------------------------------- | ----------------------------- | ------------------------ |
| 1.                       | «Tim McGraw»                    | Swift Роуз                    | 3:52                     |
| 2.                       | «Picture to Burn»               | Swift Роуз                    | 2:57                     |
| 3.                       | «Teardrops on My Guitar»        | Swift Роуз                    | 3:24                     |
| 4.                       | «A Place in This World»         | Swift Orrall Petraglia        | 3:22                     |
| 5.                       | «Cold as You»                   | Swift Роуз                    | 4:01                     |
| 6.                       | «The Outside»                   | Swift                         | 3:27                     |
| 7.                       | «Tied Together with a Smile»    | Swift Роуз                    | 4:11                     |
| 8.                       | «Stay Beautiful»                | Swift Роуз                    | 3:58                     |
| 9.                       | «Should've Said No»             | Swift                         | 4:04                     |
| 10.                      | «Mary's Song (Oh My My My)»     | Swift Роуз Maher              | 3:35                     |
| 11.                      | «Our Song»                      | Swift                         | 3:27                     |
| 12.                      | «I'm Only Me When I'm with You» | Swift Orrall Petraglia        | 3:33                     |
| 13.                      | «Invisible»                     | Swift Orrall                  | 3:24                     |
| 14.                      | «Perfectly Good Heart»          | Swift Brett James Troy Verges | 3:42                     |

## Чарти
Тижневі чарти
| Чарт (2006-12)            | Місце |
| ------------------------- | ----- |
| Australian Albums Chart   | 33    |
| Australian Country Albums | 2     |
| Canadian Albums Chart     | 14    |
| Canadian Country Albums   | 1     |
| Irish Albums Chart        | 59    |
| New Zealand Albums Chart  | 38    |
| UK Albums Chart           | 81    |
| US Billboard 200          | 5     |
| US Top Country Albums     | 1     |

Річні чарти
| Чарт (2007)                 | Місце |
| --------------------------- | ----- |
| US Billboard 200            | 9     |
| US Billboard Country Albums | 3     |

| Чарт (2008)                 | Місце |
| --------------------------- | ----- |
| US Billboard 200            | 5     |
| US Billboard Country Albums | 2     |

| Чарт (2009)                 | Місце |
| --------------------------- | ----- |
| US Billboard 200            | 24    |
| US Billboard Country Albums | 6     |

| Чарт (2010)                 | Місце |
| --------------------------- | ----- |
| US Billboard 200            | 62    |
| US Billboard Country Albums | 19    |

| Чарт (2011)      | Місце |
| ---------------- | ----- |
| US Billboard 200 | 164   |

## Сертифікація
| Країна                | Сертифікація (таблиця продажів та сертифікатів) |
| --------------------- | ----------------------------------------------- |
| Австралія (ARIA)      | Платина                                         |
| Канада (CRIA)         | Платина                                         |
| Велика Британія (BPI) | Золото                                          |
| США (RIAA)            | 7× Платина                                      |

## Учасники запису
- Чак Еінлей – міксинг
- Джефф Болдінг – міксинг
- Брюс Бутон – добро
- Майк Брігнарделло – бас-гітара
- Скот Борчетта – виконавчий продюсер
- Нік Буда – барабани
- Гарі Брюнетте – електрогітара
- Джейсон Кемпбел – координація виробництва
- Чейсон Карлсон – інженерія
- Нейтан Чапман – акустична гітара, банджо, бас, барабани, електрогітара, інженерія, фоновий вокал, мандоліна, продюсування
- Аарон Чміелевскі – асистент інженера
- Ерік Даркет – ударні
- Аллен Дітто – інженерія
- Ден Дюгмор – стальна гітара із педалями
- Шеннон Форрест – барабани
- Роб Хайякос – скрипка
- Гордон Хаммон – асистент інженера
- Тоні Харрел – клавіші
- Джеффрі Хайд – банджо
- Скот Кід – асистент міксера
- Грег Лоуренс – асистент міксера
- Енді Лефтвіч – скрипка, мандоліна
- Ліана Маніс – задній вокал
- Тім Маркс – бас
- Роберт Елліс Оррал – задній вокал, продюсування
- Лекс Прайс – мандоліна
- Лі Енн Рамі – графічний дизайн
- Джошуа Вітмор – добро, стальна гітара із педалями
- Кларк Шляйхер – інженерія
- Стів Шорт – асистент інженера
- Сенді Спіка – інженерія
- Вітні Саттон – координація виробництва
- Тейлор Свіфт – акустична гітара, провідний вокал, задній вокал
- Ілья Тошінскі – акустична гітара, банджо
- Ванда Вік – скрипка
- Хенк Вільямс – мастеринг
- Джон Вілліс – банджо, мандоліна, акустична гітара

## Нагороди й номінації
Свіфт отримала нагороди за Taylor Swift та пісні з альбому, включаючи номінацію на звання «Нова вокалістка року» на премії Академії кантрі-музики 2007 року, нагороду «Горизонт» за найкращого нового виконавця на премії Асоціації кантрі-музики 2007 року та номінацію за найкращого нового виконавця на 50-й щорічній церемонії вручення премії «Греммі» (2008). Альбом був також номінований на «Альбом року» на премії Академії кантрі-музики 2008 року.